# Berthold de Saint-Joseph
Berthold de Saint-Joseph (ca 1624-1653) est un carme flamand de la Réforme de Touraine, auteur d'un ouvrage sur l'ermitage carmélitain de Liedekerke, situé près de Ninove.

## Biographie
Berthold de Saint-Joseph est né aux environs de 1624, dans le duché de Gueldre, au sein de la noble famille des Van Afferden. Entré chez les carmes, il y fait profession à l'âge de dix-huit ans. À la restauration de l'ermitage Notre-Dame ter Muylen, réalisée par Livin de Hondt, il en devient le premier vicaire. C'est là qu'il décède, le 6 octobre 1653.

## Postérité
Berthold a consacré un ouvrage à l'histoire de son ermitage, publié à Gand, l'année de son décès. François de l'Enfant-Jésus lui succédera à la tête de l'établissement, et Norbert de Sainte-Julienne rédigera une notice biographique à son sujet.

### Œuvre
- Relation, ou Description abrégée de l'origine et de la fondation de l'ancien couvent des carmes, dit de Notre-Dame ter Muylen dans la forêt de Liedekerke. En flamand, Gand, 1653.

### Étude
- J.-N. Paquot, « Berthold de Saint-Joseph », 'Mémoires pour servir l'histoire littéraire des dix-sept provinces des Pays-Bas, de la principauté de Liège, et de quelques contrées voisines, Louvain, Imprimerie Académique, t. III,‎ 1770, p. 361, col. 1 (lire en ligne).